# Hrabské
Hrabské (allemand : Grabau), est un village de Slovaquie situé dans la région de Prešov.

## Histoire
Première mention écrite du village en 1353.

## Démographie

### Évolution de la population
| Année:               | 1994. | 2004.   | 2014.    | 2024.   |
| -------------------- | ----- | ------- | -------- | ------- |
| Nombre de personnes: | 524   | 545     | 608      | 664     |
| Différence:          |       | +4,00 % | +11,55 % | +9,21 % |

| Année:               | 2023. | 2024.   |
| -------------------- | ----- | ------- |
| Nombre de personnes: | 671   | 664     |
| Différence:          |       | -1,04 % |